# Katarzyna Bizon
Katarzyna Bizon (ur. 1981 w Rydułtowach) – polska doktor habilitowana nauk technicznych, specjalizująca się w inżynierii reakcji chemicznych. Prorektor Politechniki Krakowskiej.

## Życiorys
Urodziła się w 1981 r. w Rydułtowach, będących w tym czasie dzielnicą Wodzisławia Śląskiego. W 2005 roku uzyskała tytuł magistra na Wydziale Matematyczno-Fizycznym Politechniki Śląskiej w Gliwicach na kierunku matematyka (specjalność: matematyka stosowana i modelowanie matematyczne). W 2010 r. na podstawie rozprawy „Spectral reduction of numerical models of combustion processes” (promotorzy: Gaetano Continillo i Marek Berezowski) uzyskała stopień doktora nauk technicznych w dyscyplinie inżynieria chemiczna na Wydziale Chemicznym Politechniki Śląskiej, a w 2018 r. uzyskała stopień doktora habilitowanego w tej samej dyscyplinie na Wydziale Inżynierii Procesowej i Ochrony Środowiska Politechniki Łódzkiej (na podstawie osiągnięcia „Analiza właściwości stacjonarnych i dynamiki autotermicznych struktur fluidyzacyjnych”).
Od marca 2015 r. związana z Politechniką Krakowską, gdzie została zatrudniona na stanowisku adiunkta naukowo-dydaktycznego w Katedrze Inżynierii Chemicznej i Procesowej na Wydziale Inżynierii i Technologii Chemicznej Politechniki Krakowskiej. Od 2019 r. jest profesorem uczelnianym na Wydziale Inżynierii i Technologii Chemicznej Politechniki Krakowskiej, od 2021 r. pełni funkcję kierownika Katedry Inżynierii Chemicznej i Procesowej. Członkini Senackiej Komisji Etyki (od 2021 r.) oraz przewodnicząca Komisji Antymobbingowej (od 2022 r.). Od września 2024 r. prorektor ds. kształcenia i współpracy z zagranicą.
Prowadzi badania nad zastosowaniem technik eksploracji danych i uczenia maszynowego do formułowania numerycznych modeli zredukowanych i hybrydowych obiektów inżynierii chemicznej finansowane przez Narodowe Centrum Nauki (w ramach konkursów Sonata 13 oraz Sonata Bis 11).
Członkini Komitetu Inżynierii Chemicznej i Procesowej Polskiej Akademii Nauk, a także Rady Naukowej Instytutu Inżynierii Chemicznej PAN w Gliwicach. Pełni funkcję co-leadera grupy roboczej projektu koordynowanego przez Université Libre de Bruxelles w Brukseli w Belgii i finansowanego w ramach europejskiego programu COST.
Prywatnie pasjonatka biegania, turystyki górskiej i wulkanów. Ukończyła 8 maratonów. W 2023 r. zdobyła Koronę Maratonów Polskich. Zdobyła kilka szczytów m.in.: Gran Sasso, Punta Gnifetti masywu Monte Rosa oraz kratery wulkanów Stromboli i Etna.

## Wybrane publikacje[4]
- Katarzyna Bizon, Gunia Marcin, Prończuk Mateusz. Dynamics of Core–Shell-Structured Sorbents for Enhanced Adsorptive Separation of Carbon Dioxide. „Crystals”. 14, 2024. DOI: 10.3390/cryst14070597. OCLC 10279132362.
- Katarzyna Bizon. A journey from mechanistic to data-driven models in process engineering: dimensionality reduction, surrogate and hybrid approaches, and digital twins. „Chemical and Process Engineering: New Frontiers”, 2023. DOI: 10.24425/cpe.2023.146726. ISSN 2300-1925. OCLC 10088789732.
- Katarzyna Bizon, Boroń Dominika, Tabiś Bolesław, Déon Sébastian i inni. The Steady State Characteristics of Multicomponent Diffusion in Micro- and Mesoporous Media for Adsorbable and Nonadsorbable Species. „Membranes”. 12, 2022. DOI: 10.3390/membranes12100921. OCLC 9666990067.
- Katarzyna Bizon, Continillo Gaetano. Efficient optimization of a multifunctional catalytic fixed-bed reactor via reduced-order modeling approach. „Chemical Engineering Research and Design”. 165, 2021. DOI: 10.1016/j.cherd.2020.11.007. ISSN 0263-8762. OCLC 8698661632.
- Katarzyna Bizon. Application of Pseudohomogeneous and Heterogeneous Models in Assessing the Behavior of a Fluidized-Bed Catalytic Reactor. „Energies”. 14, 2021. DOI: 10.3390/en14010208. OCLC 8870452853.
- Katarzyna Bizon: Analiza nieliniowa dynamiki autotermicznych struktur fluidyzacyjnych. Kraków: Politechnika Krakowska, 2017, seria: Monografie Politechniki Krakowskiej. ISBN 978-83-7242-951-3. OCLC 1014083544. Brak numerów stron w książce
- Katarzyna Bizon. Multiple isolas in steady-state characteristics of fluidized bed catalytic reactors. „AIChE Journal”. 63, 2017. DOI: 10.1002/aic.15599. ISSN 0001-1541. OCLC 7030943567.